# Dysauxes virago
Dysauxes virago är en fjärilsart som beskrevs av Karl Schawerda 1921. Dysauxes virago ingår i släktet Dysauxes och familjen björnspinnare. Inga underarter finns listade i Catalogue of Life.